# Surys
 (septembre 2016).
SURYS, anciennement Hologram Industries, est une entreprise française de technologies de lutte anti-contrefaçon. Elle sécurise notamment les documents d’identité, les billets de banque, les étiquettes de taxes et assure l’authenticité et la traçabilité des documents et des produits,.
La société SURYS siège en région parisienne et dispose de filiales en Pologne, États-Unis, Allemagne et Pays-Bas, lui garantissant ainsi un déploiement commercial à l’international. Elle compte à ce jour près de 400 salariés à travers le monde, déploie ses produits dans plus de 100 pays et protège plus de 10 milliards de billets en circulation.

## Historique
En 1984, Hugues Souparis et Denis Lachaud créent l’entreprise française Hologram Industries.
En 1989, l’entreprise se diversifie et se spécialise en 1993 dans les hologrammes de sécurité. Au cours de cette même année est créée la filiale Hologram Industries Polska.
En 1998, la société est introduite en bourse et sélectionnée par la BCE (Banque Centrales européenne) pour l’origination des hautes dénominations de l’Euro.
En 2006, l’entreprise acquiert Dausmann Holography en Allemagne.
En 2009, la société se tourne vers le digital et rachète Advestigo, une entreprise française spécialisée dans la lutte contre le piratage des contenus digitaux sur internet. La même année l’entreprise acquiert Securemark Decal aux États-Unis, un imprimeur d’étiquettes de sécurité pour les véhicules automobiles.
En 2010, acquisition de Keesing Reference Systems BV aux Pays-Bas, éditeur de la plus grande base de données de documents de sécurité (billets de banque et documents d’identité) du monde. L’entreprise se renforce également aux États-Unis avec l’acquisition de Label System Authentification, un fabricant d’étiquettes de sécurité holographiques pour la protection des produits de marque.
En 2012, les activités américaines du groupe se regroupent et créent un site de production à Trumbull, au Connecticut.
En 2014, acquisition de Trigenion GmbH, spécialiste dans la conception et la production de systèmes de personnalisation pour documents d’identité.
En 2015, Hologram Industries devient  SURYS, un nouveau nom qui évoque les systèmes de sécurité et la sûreté et reflète la diversité de son offre.
EN 2019 IN Groupe rentre en négociations exclusives pour racheter Surys ,

## Marchés
La société SURYS est présente sur 4 marchés :
Identité : cartes d’identité nationales, documents de voyage et permis de conduire
Véhicule : documents d’immatriculation, taxes routières, plaques et numéros de pièces
Documents fiduciaires : billets de banque
Marques & Produits

## Implantation géographique
Le siège social de SURYS est situé en région parisienne.
La société possède également des sites de vente et de production :
aux Pays-Bas : Keesing Technologies, spécialisé dans les bases de données des documents d’identités et des documents fiduciaires.
en Pologne : SURYS Polska, qui offre l’ensemble de la gamme de technologies et de produits SURYS.
en Allemagne : SURYS Research, spécialisé en R&D Photopolymère.
aux Etats-Unis : SURYS Inc, spécialisé en étiquettes de sécurité rétro-réflectives pour véhicule et destructibles pour la protection des marques et produits.